# Francis Burchell
Francis Romulus Burchell (Bristol, 25 de setembre de 1874 – Worthing, Sussex, 6 de juliol de 1947) va ser un jugador de criquet anglès, que va competir a cavall del segle xix i el segle xx. El 1900 va prendre part en els Jocs Olímpics de París, on guanyà la medalla d'or en la competició de Criquet a XII, com a integrant de l'equip britànic.